# Garra mamshuqa
Garra mamshuqa är en fiskart som beskrevs av Krupp, 1983. Garra mamshuqa ingår i släktet Garra och familjen karpfiskar. Inga underarter finns listade i Catalogue of Life.